# Paloma Loribo
Paloma Loribo Apowe (geb. 1976 in Basacato del Oeste), bekannt unter ihrem Künstlernamen Paloma del Sol, ist eine äquatorialguineische Sängerin, Komponistin, Malerin und Autorin. Musikalisch bewegt sie sich zwischen Pop, Jazz, Latin Pop und Afropop.

## Biographie
Paloma Loribo kam in Basacato del Oeste, einem kleinen Dorf auf der im Golf von Guinea liegenden Insel Bioko, zur Welt. Sie wurde schon in jungen Jahren in der Musikszene Äquatorialguineas aktiv. 1992 nahm sie gemeinsam mit ihrer Tante Piruchi Apo Botupá (geb. 1974) am Festival de la Canción Hispana des Centro Cultural Hispano Guineano teil. Sie gewannen die Preise für das beste Original-Lied und die beste Choreographie. 1992 reisten sie gemeinsam zur Weltausstellung von Sevilla nach Spanien und nahmen als Duo Hijas del Sol im selben Jahr am panamerikanischen OTI Festival teil.
1994 kehrten sie nach Bioko zurück. 1995 nahmen sie an der Spanien-Tournee von Mano Negra teil. Unter dem neuen parallel geführten Bandnamen Sideba veröffentlichten sie im Dezember 1995 die CD Sibèba. Das Album enthielt sowohl traditionelle Musik als auch neue Lieder über die Probleme des Lebens, die in ihrer Muttersprache Bubi gesungen wurden. Das in spanischer Sprache gesungene Lied Tirso de Molina, das von den Sorgen der Emigranten in Madrid erzählt, wurde von Carlos Saura für den Soundtrack des Films Taxi verwendet.
Sibèba [dt.: das, was man erreichen will] erreichte bald die europäische Liste der zehn meistgespielten Weltmusikalben. Die angesehene englische Zeitschrift für ethnische Musik, Folk Roots, setzte es auf Platz 1 ihrer Liste. Das Album wurde in Europa, den Vereinigten Staaten, Kanada und Japan veröffentlicht.
Las Hijas del Sol sangen auf den wichtigsten europäischen Festivals für ethnische Musik. Es kam auch zu vielen Kooperationen mit anderen Künstlern, so wirkten sie bei Aufnahmen von Rita Marley, Capercaille, Joâo Alfonso, Misión Hispana und Mestisay mit.
2006 trennte sich das Duo, Paloma Loribo legte eine musikalische Pause ein und konzentrierte sich auf andere Bereiche wie die Malerei und das Schreiben. Sie hatte mehrere Bilderausstellungen, schrieb ihr erstes Buch, Cuentos Africanos, und tourte auch als Geschichtenerzählerin auf den Kanarischen Inseln.
Ende 2010 veröffentlicht Paloma del Sol ihr erstes Soloalbum, Goza de la Vida. Ihr zweites Soloalbum, Atrévete a ser Feliz, mit Liedern in Bubi und Spanisch kam 2016 auf den Markt. Das titelgebende Lied wurde Teil des Soundtracks des Films Relaxing Cup of Coffee von José Semprun, in dem sie auch in einer kleinen Rolle als Schauspielerin mitwirkte. Das Lied wurde 2017 bei den Goya Awards für den besten Originalsong nominiert.

## Veröffentlichungen

### Alben
- 1995: „Sibèba“ (Sideba)
- 1997: „Kottó“ (Sideba)
- 2000: „Kchaba“ (Sideba)
- 2010: „Goza de la Vida“ (Solo)
- 2016: „Atrévete a ser Feliz“ (Solo)

### Bücher
- 2006: „Cuentos Africanos“, Imagine Ediciones, ISBN 978-8495882929
- 2010: „La batalla de los Dioses“, S.R. Servicios y Producciones, ISBN 978-8493219796
- 2013: „Pasos Desconocidos“, Letras de autor, ISBN 978-8416181643
- 2015: „Momentos Fugaces“, Letras de autor, ISBN 978-8416362141